# مسعود أمر الله
مسعود أمر الله مخرج سينمائي وكاتب وشاعر إماراتي ولد في الشارقة عام 1967م. يعد الأب الروحي للسينما في الخليج العربي، أسس وأدار مهرجان أفلام الإمارات عام 2001م، وعمل مديراً فنياً لمهرجان دبي السينمائي الدولي حتى عام 2017م. صدر له ديوان مشترك بعنوان «تراتيل النوارس».

## العمل
- شغل منصب المدير الفني لـ «المجمع الثقافي» في أبوظبي، وعمل في المجمع من 1997 إلى 2007م.[3]
- المدير الفني لمهرجان دبي السينمائي الدولي.[4]

## الأفلام
أخرج العديد من الأفلام القصيرة والوثائقية منها:
- «الرمرام» عام 1994م.[5]
- «الغرفة القُزحية: مائة عام على السينما» عام 1996م.
- «الأفقية والزخرفة في عصر الباروك» عام 1999م.

## عضويات ومشاركات
- رئيس لجنة تحكيم مهرجان أفلام السعودية 2016.[6]
- عضو لجنة تحكيم مهرجان بيروت السينمائي الدولي للأفلام (دوكيودايز) في بيروت عام 2003.
- عضو لجنة تحكيم في مهرجان بينالي السينما العربية في باريس عام 2003.
- عضو لجنة تحكيم في مهرجان إيكوفيلمز السينمائي الدولي في اليونان عام 2003.
- عضو لجنة تحكيم في مهرجان سنغافورة السينمائي الدولي عام 2007.[2]

## تكريم وجوائز
كرم في الدورة الخامسة من مهرجان أفلام السعودية عام 2019م تقديراً لمسيرته الطويلة التي منحته لقب «عاشق الأفلام»، ولبصماته الواضحة على مسيرة السينما الإماراتية والخليجية.

## صدر عنه
(مسعود أمر الله: الأب الروحي للسينما الخليجية) تأليف: محمد حسن أحمد. صدر بمناسبة تكريمه في الدورة الخامسة من مهرجان أفلام السعودية 2019.